# Wielkopole (powiat włoszczowski)
Wielkopole – wieś w Polsce, w województwie świętokrzyskim, w powiecie włoszczowskim, w gminie Krasocin.
Do 2023 miejscowość była przysiółkiem wsi Nowy Dwór.
W latach 1975–1998 przysiółek administracyjnie należał do województwa kieleckiego.